# Hans Ludvigsson av Everstein
Greve Hans Ludvigsson av Everstein (Eberstein), död 1446, var herre till Everstein och Neugarten (Hinterpommern). Han var under den svenska medeltiden den enda personen med grevetitel och var riksråd i både Sverige och Danmark.
Hans Ludvigsson var son till greve Ludvig av Everstein och Euphemia Henningsdotter av ätten (Putbus). Han vistades säkerligen i Norden från 1415. Han var hövitsman på Gripsholms slott, förlorade detta län 1434, men återtog innehavet genom ny stadfästelse i brev av kung Kristofer (den 6 mars 1446). Han innehade även Oppenstens slott och län i Västergötland 1427–1434 samt Västerås slott och län 1433–1434.

## Politisk karriär
Hans Ludvigsson var riksråd för Erik av Pommern 15 juni 1423 och nämndes även som drottning Filippas riksråd 22 april 1425. Han var förhandlare med hansestäderna 1430 i Helsingborg, 1432 i Horsens, 1433 i Köge och 1437 i Danzig. Han bevistade herremötet i Köpenhamn 1433 och nämndes återigen som en av kung Eriks riksråd 15 november 1434 och 14 oktober 1435, samt som kung Kristofers danska riksråd 31 december 1445. Han deltog i kung Kristofers förhandlingar med kung Erik på Gotland 1446.

## Engelbrektsupproret
Hans Ludvigsson var den som 1433 å riksrådets vägnar övertog Västerås slott efter den av Engelbrekt och hans sympatisörer kritiserade Jösse Eriksson (Jens Eriksen Lykke) och han reste även samma år till den allnordiska herredagen i Köpenhamn för att hindra Jösse från att återfå länet. Under upproret 1434 öppnade grevens fogdar Melchior Görtz på Västerås slott och Martin Grabow på Oppensten för de upproriska. Oppensten brändes under upproret och på Gripsholm satte grevens fogde Hartvig Flögh själv brand på slottet.

## Äktenskap
Hans Ludvigsson var gift med Ermegård (Armgard) Bülow, änka efter Knut Bosson (äldre Grip), av den med kung Albrekt till Sverige inkomna släkten Bülow från Mecklenburg. Äktenskapet gav honom goda förbindelser i Sverige. Efter hustruns död 1421 gifte han om sig i Danmark med Eline Folmersdotter (Lunge). Han förvaltade efter makans död sina omyndiga styvbarn Bo Knutssons och Katarina Knutsdotters arvslott och förpantade då en rad egendomar till sjörövaren och riddaren Sven Sture, vilket han senare ställdes till svars för.
Hans Ludvigsson avled i skeppsbrott på väg från Gotland 1446.

## Barn
• Filippa Hansdotter av Neugarten och Everstein (född ca 1419) med Ermegård Bülow. Uppkallad efter drottning Filippa och uppfostrad i Vadstena kloster. Gift före 1447 med den norske stormannen, drotsen och riksrådet Sigurd Jonsson (Sudreimsätten) till Giske.
•Två döttrar med okänt namn i Danmark i äktenskapet med Eline Folmesdotter.